# Nationale Sammlungspartei (Finnland)

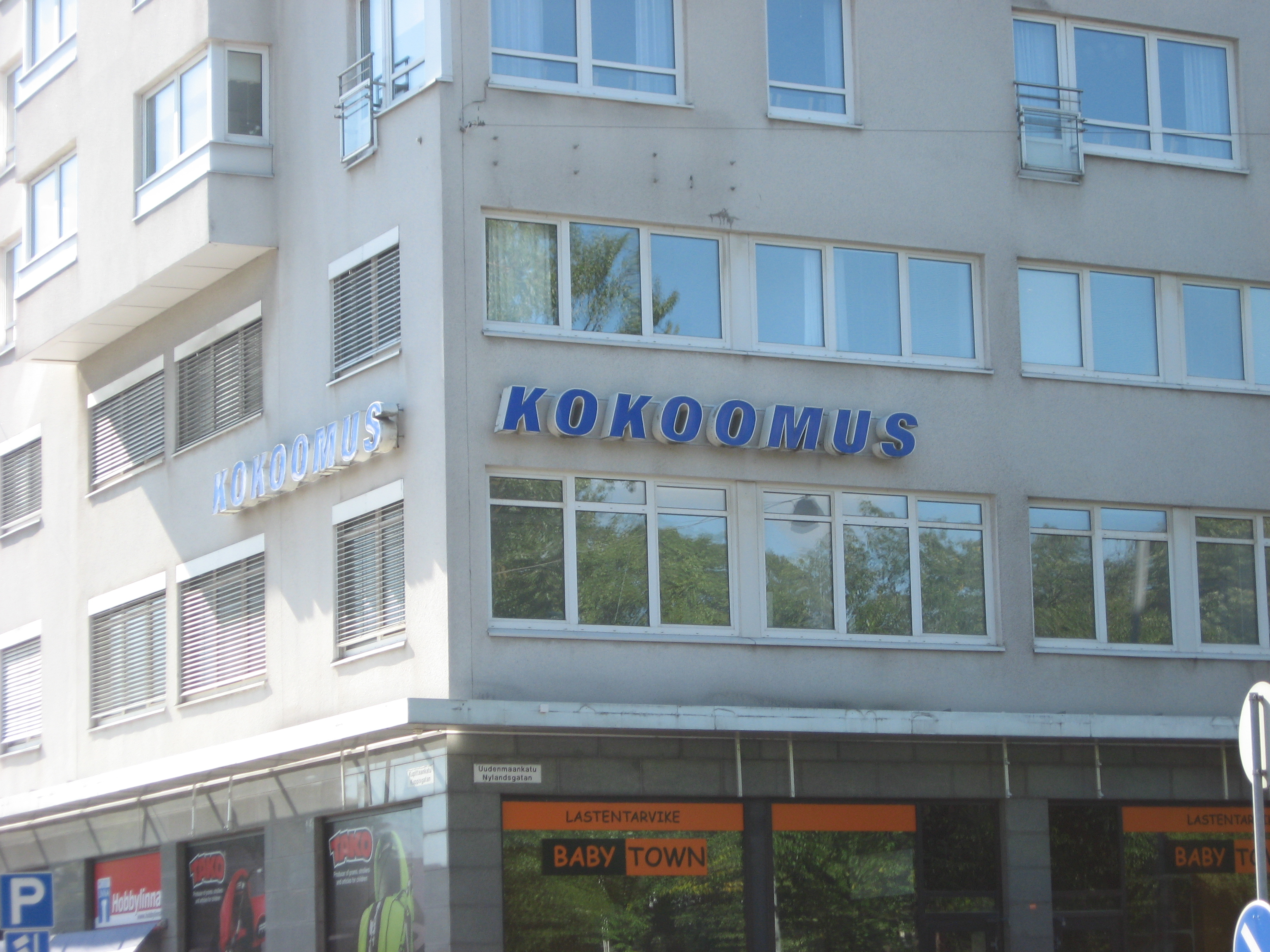
Kokoomus-Parteibüro in Turku

Die Nationale Sammlungspartei (finnisch Kansallinen Kokoomus, kurz Kok.; schwedisch Samlingspartiet, kurz Saml.) ist eine konservative Partei in Finnland. Bei der Parlamentswahl 2023 wurde sie mit 20,8 % der Wählerstimmen stärkste Kraft vor den Wahren Finnen, Sozialdemokraten und dem Zentrum. Sie stellt seit dem 1. März 2012 mit Sauli Niinistö und danach mit Alexander Stubb den Präsidenten und seit dem 20. Juni 2023 mit Petteri Orpo den Ministerpräsidenten.

## Geschichte
Die Partei wurde 1918 von Monarchisten gegründet. Ursprünglich eine Partei der konservativen Werte, wuchs mit dem Strukturwandel in Finnland der Einfluss (wirtschafts-)liberaler Ideen. Die Sammlungspartei setzt sich heute für die freie Marktwirtschaft, die Europäische Union und individuelle Wahlfreiheiten ein.
Mit Pehr Evind Svinhufvud, Juho Kusti Paasikivi, Sauli Niinistö und (aktuell) Alexander Stubb stellte die Sammlungspartei bislang vier Präsidenten; Niinistö war ihr erster Präsident seit mehr als 50 Jahren. Zudem stellte sie mit Lauri Ingman, Antti Tulenheimo, Edwin Linkomies, Harri Holkeri mehrmals den Ministerpräsidenten. Von 2011 bis 2014 war der Vorsitzende der Sammlungspartei, Jyrki Katainen, 20 Jahre nach Holkeri Ministerpräsident, anschließend EU-Wirtschaftskommissar. Sein Nachfolger Alexander Stubb erreichte 2015 nur noch den dritten Platz, woraufhin die Partei Juniorpartner in einer Regierung der Zentrumspartei wurde. Nachdem sie 2019 in die Opposition gegangen war, stellt sie seit 2023 mit Petteri Orpo erneut den Ministerpräsidenten.
Seit der Europawahl 2014 stellt die Partei drei Abgeordnete im EU-Parlament, die der Fraktion der Europäischen Volkspartei angehören.
Parteizeitung ist das Blatt Nykypäivä.

## Parteivorsitzende
- Hugo Suolahti (1918–1919)
- Eemil Nestor Setälä (1920)
- Antti Tulenheimo (1921–1924)
- Hugo Suolahti (1925)
- Kyösti Haataja (1926–1932)
- Paavo Virkkunen (1932–1933)
- Juho Kusti Paasikivi (1934–1936)
- Pekka Pennanen (1936–1942)
- Edwin Linkomies (1943–1944)
- K. F. Lehtonen (1945)
- Arvo Salminen (1946–1954)
- Jussi Saukkonen (1955–1965)
- Juha Rihtniemi (1965–1971)
- Harri Holkeri (1971–1979)
- Ilkka Suominen (1979–1991)
- Pertti Salolainen (1991–1994)
- Sauli Niinistö (1994–2001)
- Ville Itälä (2001–2004)
- Jyrki Katainen (2004–2014)
- Alexander Stubb (2014–2016)
- Petteri Orpo (seit 2016)

## Prominente Abgeordnete
- Pauli Kiuru, ehemaliger Triathlet
- Mika Kojonkoski, Skispringer und Skisprungtrainer
- Marjo Matikainen-Kallström
- Alexander Stubb
- Ari Vatanen, ehemaliger Motorsportler
- Lasse Virén, ehemaliger Langstreckenläufer und vierfacher Olympiasieger

## Wahlergebnisse

### Reichstagswahlen
| Jahr | Mandate | Stimmen | %       |
| ---- | ------- | ------- | ------- |
| 1919 | 28      | 151.018 | 15,71 % |
| 1922 | 35      | 157.116 | 18,15 % |
| 1924 | 38      | 166.880 | 18,99 % |
| 1927 | 34      | 161.450 | 17,74 % |
| 1929 | 28      | 138.008 | 14,51 % |
| 1930 | 42      | 203.958 | 18,05 % |
| 1933 | 18      | *       | *       |
| 1936 | 20      | 121.619 | 10,36 % |
| 1939 | 25      | 176.215 | 13,58 % |
| 1945 | 28      | 255.394 | 15,04 % |
| 1948 | 33      | 320.366 | 17,04 % |
| 1951 | 28      | 264.044 | 14,57 % |
| 1954 | 24      | 257.025 | 12,80 % |
| 1958 | 29      | 297.094 | 15,28 % |
| 1962 | 32      | 346.638 | 15,06 % |
| 1966 | 26      | 326.928 | 13,79 % |
| 1970 | 37      | 457.582 | 18,05 % |
| 1972 | 34      | 453.434 | 17,59 % |
| 1975 | 35      | 505.145 | 18,37 % |
| 1979 | 47      | 626.764 | 21,65 % |
| 1983 | 44      | 659.078 | 22,12 % |
| 1987 | 53      | 666.236 | 23,13 % |
| 1991 | 40      | 526.487 | 19,31 % |
| 1995 | 39      | 497.624 | 17,89 % |
| 1999 | 46      | 563.835 | 21,03 % |
| 2003 | 40      | 517.904 | 18,55 % |
| 2007 | 50      | 616.841 | 22,26 % |
| 2011 | 44      | 599.138 | 20,38 % |
| 2015 | 37      | 539.615 | 18,20 % |
| 2019 | 38      | 523.446 | 17,00 % |
| 2023 | 48      | 644.555 | 20,82 % |

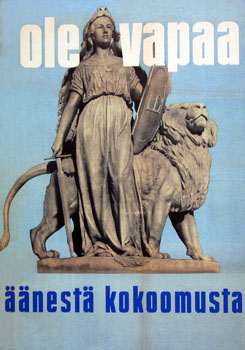
Wahlplakat 1948: „Sei frei! – Wähle Sammlungspartei“

Reichstagswahl 2011, Stimmenanteile der Sammlungspartei nach Kommunen

Anmerkung: * 1933 gemeinsame Wahlliste mit der Vaterländischen Volksbewegung (insgesamt 187.527 Stimmen = 16,93 %)

### Kommunalwahlen

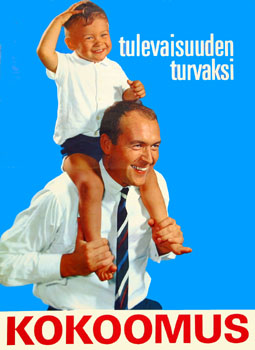
Plakat für die Kommunalwahl 1964: „Für die Sicherheit der Zukunft“

| Jahr | Mandate | Stimmen | %       |
| ---- | ------- | ------- | ------- |
| 1950 |         | 088.159 | 05,85 % |
| 1953 |         | 133.626 | 07,59 % |
| 1956 |         | 105.220 | 06,29 % |
| 1960 |         | 275.560 | 14,04 % |
| 1964 |         | 213.378 | 09,95 % |
| 1968 | 1388    | 364.438 | 16,09 % |
| 1972 | 1503    | 451.484 | 18,06 % |
| 1976 | 2047    | 561.121 | 20,92 % |
| 1980 | 2373    | 628.950 | 22,94 % |
| 1984 | 2423    | 619.264 | 22,96 % |
| 1988 | 2392    | 601.468 | 22,87 % |
| 1992 | 2009    | 507.574 | 19,05 % |
| 1996 | 2167    | 514.313 | 21,64 % |
| 2000 | 2028    | 463.493 | 20,84 % |
| 2004 | 2078    | 521.412 | 21,83 % |
| 2008 | 2020    | 597.727 | 23,45 % |
| 2012 | 1735    | 545.889 | 21,89 % |

### Präsidentschaftswahlen
| Jahr                                | Kandidat          | Stimmen             | %               |
| ----------------------------------- | ----------------- | ------------------- | --------------- |
| 1994 (1. Wahlgang)                  | Raimo Ilaskivi    | 485.035             | 15,2 %          |
| 2000 (1. Wahlgang)                  | Riitta Uosukainen | 392.305             | 12,8 %          |
| 2006 (1. Wahlgang) 2006 (Stichwahl) | Sauli Niinistö    | 725.866 672.288     | 24,06 % 48,21 % |
| 2012 (1. Wahlgang) 2012 (Stichwahl) | Sauli Niinistö    | 1.131.127 1.802.400 | 37,0 % 62,6 %   |
| 2018 (1. Wahlgang)                  | Sauli Niinistö    | 1.874.334           | 62,6 %          |

### Europawahlen
| Jahr | Mandate | Stimmen | %       |
| ---- | ------- | ------- | ------- |
| 1996 | 4       | 453.729 | 20,17 % |
| 1999 | 4       | 313.960 | 25,27 % |
| 2004 | 4       | 392.771 | 23,71 % |
| 2009 | 3       | 386.416 | 23,21 % |
| 2014 | 3       | 390.112 | 22,59 % |
| 2019 | 3       | 380.106 | 20,79 % |